# Дейли, Мэри
Мэри Дейли (англ. Mary Daly; 16 октября 1928[…], Скенектади, Нью-Йорк — 3 января 2010[…], Гарднер, Массачусетс) — американская радикальная феминистка, философ и теолог, называла себя «радикальной лесбийской феминисткой», преподавала в Бостонском колледже, управляемом иезуитами, 33 года. Ушла на пенсию в 1999 году после нарушения университетской политики — она отказалась принимать студентов-мужчин в продвинутые женские образовательные группы. Она допускала студентов мужского пола на свой начальный курс и в частном порядке обучала тех, кто хотел пройти продвинутый курс.

## Юность и образование
Мэри Дейли родилась в Скенектади в 1928 году, была единственным ребёнком матери-домохозяйки и отца-коммивояжёра. Дочь рабочих ирландских католиков, она воспитывалась в католической семье и посещала католические школы. В раннем детстве с ней происходили загадочные мистические события, в которых она чувствовала присутствие божественности в природе.
Прежде чем получить две докторские степени по теологии и философии в Фрибурском университете в Швейцарии, она получила степень бакалавра искусств по английскому языку в Колледже Сент-Роуз, степень магистра искусств по английскому языку в Католическом университете Америки и степень доктора религии в Колледже Святой Марии.

## Карьера
Мэри преподавала в Бостонском колледже с 1967 по 1999 год на курсах по теологии, феминистской этике и патриархату.
Ей впервые пригрозили увольнением после публикации её первой книги «Церковь и второй пол» (англ. The Church and the Second Sex (1968)). Но в результате поддержки со стороны (тогда полностью мужского) студенческого корпуса и широкой общественности она в итоге получила постоянную должность преподавателя.
Отказ принимать студентов мужского пола на некоторые из её занятий в Бостонском колледже привел к дисциплинарным взысканиям. В то время как Мэри утверждала, что их присутствие препятствует обсуждениям на занятиях, Бостонский колледж считал, что её действия нарушают раздел IX федерального закона, требующего от колледжа обеспечить, чтобы ни один человек не был исключён из образовательной программы по признаку пола, и собственной политики университета по недопущению дискриминации по половому признаку.
В 1989 году она стала членом Женского института свободы печати.
В 1998 году в колледж поступила жалоба о дискриминации двух студентов-мужчин. После очередного выговора Мэри не пошла на занятия, вместо того чтобы допустить к лекции студентов мужского пола. Бостонский колледж отстранил её от должности, сославшись на устное согласие уйти на пенсию. Она подала гражданский иск против колледжа, утверждая, что была уволена без процедуры, положенной штатному преподавателю, но её иск был отклонен. Было достигнуто конфиденциальное мировое соглашение — колледж утверждает, что она согласилась уйти со своей преподавательской должности, другие же утверждают, что её вынудили уйти. Она описала события в книге 2006 года «Амазонка Грейс: вспоминая мужество грешить по-крупному» (англ. Amazon Grace: Recalling the Courage to Sin Big).
Она протестовала против вступительной речи Кондолизы Райс в Бостонском колледже по всей стране и за её пределами.

## Деятельность и произведения
Мэри наиболее известна своей второй книгой «По ту сторону Бога-Отца» (англ. Beyond God the Father, 1973), в которой она рассматривает Бога как независимый самостоятельный объект. Она изложила свою систематическую теологию, пытаясь объяснить и преодолеть андроцентризм в западной религии, реабилитировать «разговоры о Боге» для женского освободительного движения, опираясь на труды Мартина Бубера и Пауля Тиллиха.
В книге «Гинекология/экология: Метаэтика радикального феминизма» (англ. Gyn/Ecology: The Metaethics of Radical Feminism, 1978) она утверждает, что мужчины на протяжении всей истории стремились угнетать женщин, и выходит за рамки своих предыдущих размышлений об истории патриархата, сосредотачивается на реальных практиках, которые, по её мнению, увековечивают патриархат, который она называла религией. Она связывала «женскую энергию» с важнейшим жизнетворным состоянием женского духа/тела. По словам Люси Саргиссон, «она ищет истинное, дикое женское „я“, которое воспринимает как дремлющее в женщинах, временно усмирённое патриархальным строем доминирования».
«Чистое желание: элементарная феминистская философия» (англ. Pure Lust: Elemental Feminist Philosophy, 1984) и «Первый новый межгалактический викедарий английского языка Уэбстера» (англ. Websters' First New Intergalactic Wickedary of the English Language, 1987) представляют и исследуют альтернативный язык для объяснения процесса экзорцизма и экстаза. В Викедарии рассматриваются ярлыки, которые патриархальное общество накладывает на женщин, для продления мужского доминирования в обществе по мнению автора.
Деятельность Мэри продолжает оказывать влияние на феминизм и феминистскую теологию, и на развивающуюся концепцию биофилии как альтернативы и вызова социальной некрофилии. Она была вегетарианкой и борцом за права животных, выступала против опытов над животными и ношения меха.
После смерти работы Мэри Дейли были включены в Коллекцию женской истории Софии Смит в колледже Смита.

## Мнения

### О религии
В книге «Церковь и второй пол» англ. The Church and the Second Sex она утверждала, что религия и равенство между женщинами и мужчинами не являются взаимоисключающими. В своих ранних работах она стремилась изменить религию и создать равное место для женщин в католичестве, призывая церковь к несправедливости, и настаивая на переменах. Она считала организованную религию (религия, в которой системы верований и ритуалы систематически организованы и формально установлены, обычно характеризуется официальной доктриной (или догмой), иерархической или бюрократической структурой руководства и кодификацией правил и практик) изначально угнетающей женщин. В книге «По ту сторону Бога-Отца» она заявила: «просьба женщины о равенстве в церкви была бы сравнима с требованием чернокожего человека о равенстве в Ку-клукс-клане».
В конечном счете она отказалась от теологии, считая её безнадежно патриархальной, и обратила внимание на философский феминизм. Она считала Католическую церковь коррумпированной в корне. Но когда она отошла от изучения религии, её идеи остались и вдохновили многих своих современников.

### О феминизме
В книге «Гинекология/экология: Метаэтика радикального феминизма» она критиковала феминистскую концепцию «равных прав»: она считала, что рамки равенства служат для того, чтобы отвлечь женщин от радикальной цели изменения или отмены патриархата в целом, направляя их вместо этого на достижение реформ в рамках существующей системы, такие реформы делают женщин уязвимыми. Она также утверждала, что эта концепция освобождает женщин от феминистской мысли, когда она поощряет женщин ассимилироваться там, где доминируют мужчины.

### О мужчинах
В книге «Церковь и второй пол» она отстаивала равенство полов и утверждала, что церковь должна признать важность равенства между мужчинами и женщинами.
В книге «Метаэтика радикального феминизма» она писала, что мужская культура является прямолинейной, порочной противоположностью женской природы и что конечной целью мужчин является смерть как женщин, так и природы, противопоставляла животворящую силу женщин и смертоносную силу мужчин.
В книге «По ту сторону Бога-Отца» она по-прежнему считала, что равенство важно, но рассуждала больше с точки зрения половых различий, чем полового равенства.
В интервью 1999 года журналу «Что такое просветление?» она сказала: «Я не думаю о мужчинах. Мне действительно на них наплевать. Меня беспокоят возможности женщин, которые были унижены при патриархате.».

### О трансгендерности
Мэри была консультантом при написании диссертации Дженис Реймонд «Империя транссексуалов» (1979).
В книге «Гинекология/экология» она изложила свой взгляд на трансгендерных людей: «Сегодня феномен Франкенштейна вездесущ … в фаллократических технологиях … Транссексуализм является примером мужского хирургического вмешательства, которое вторгается в женский мир с заменителями. Транссексуализм, который, как показала Дженис Реймонд, по сути является мужской проблемой, является попыткой превратить мужчин в женщин, в то время как на самом деле ни один мужчина не может принять женские хромосомы и историю жизни и опыт. Хирурги и гормонотерапевты в транссексуальном царстве … можно сказать, что они производят женоподобных людей. Они не могут производить женщин».